# Spirale de Parker

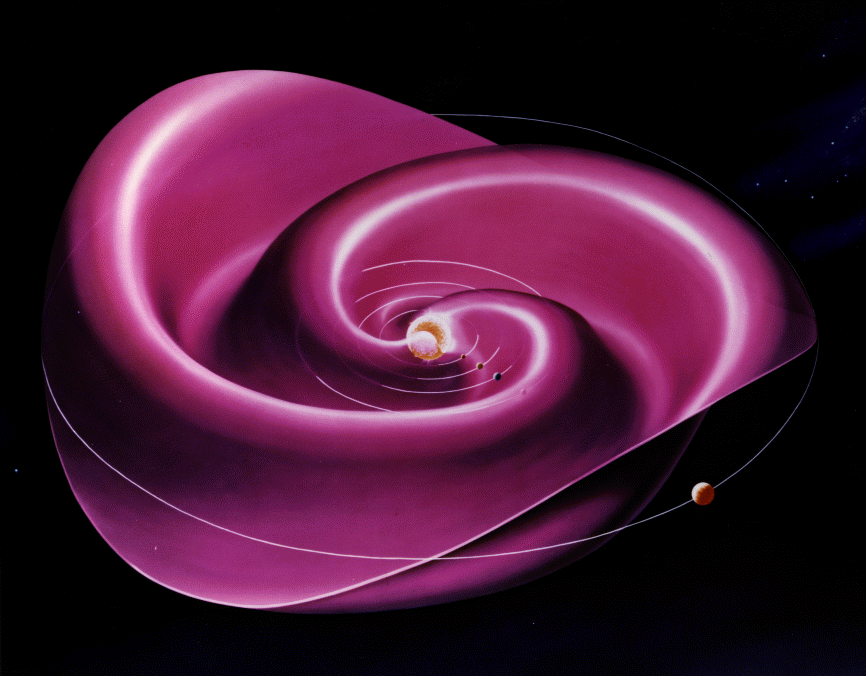
La nappe de courant héliosphérique est une forme tridimensionnelle de la spirale de Parker qui résulte de l'influence du champ magnétique tournant du Soleil sur le plasma du milieu interplanétaire. Cinq planètes sont visibles, Mercure, Vénus, Terre, Mars, et Jupiter dans la spirale de Parker.

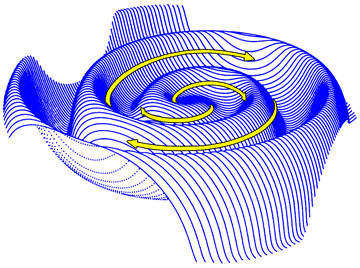
La spirale de Parker

La spirale de Parker est la forme idéalisée que prennent les lignes de champ magnétique dites "ouvertes" rattachées au Soleil, au sein du Système solaire. Cette figure en spirale résulte, d'une part, des propriétés magnétiques du vent solaire, et, d'autre part, du fait que le vent solaire se propage radialement en s'éloignant du Soleil. Pour une parcelle de vent solaire donnée, la rotation du Soleil crée un déplacement tangentiel entre la source du vent et la parcelle de plasma s'éloignant du Soleil. Le couplage de ces deux effets crée un effet de spirale lorsque le phénomène est observé dans le référentiel tournant, c'est-à-dire le Soleil. Cette spirale peut être décrite de manière arithmétique par une spirale d'Archimède. La courbure de la spirale est sensible à la vitesse du vent solaire ainsi qu'à la latitude de la ligne de champ considérée. Cette forme est nommée d'après l'astrophysicien Eugene Parker, qui a prédit l'existence du vent solaire et de certaines de ses propriétés magnétiques associées à la fin des années 1950.
Le champ magnétique tournant du Soleil remplit le milieu interplanétaire (vent solaire) et crée ainsi la plus grande structure du Système solaire, la nappe de courant héliosphérique.

## Effets physiques modifiant la forme de la spirale
La courbure de la spirale est sensible à la vitesse du vent solaire, pouvant aller de 300 km/s pour les vents lents, à près de 800 km/s pour les vents les plus rapides d'après les observations au voisinage de la Terre. La vitesse du vent va avoir pour effet de "courber" le motif de la spirale dans le cas d'un vent lent ({\displaystyle \sim } 300 km/s), et inversement de "tendre" la spirale dans le cas d'un vent rapide ({\displaystyle \sim } 700 km/s). D'autre part, la latitude de la ligne de champ considérée joue également un rôle puisque la vitesse de rotation du Soleil diminue à plus haute latitude. Cela a pour effet d'étirer la spirale, la rendant moins courbée. Les deux effets mentionnés au préalable agissent de manière conjointe.

## Application pratique de la Spirale de Parker
La spirale de Parker peut être utilisée en météo de l'espace afin de retrouver l’origine d’une parcelle de vent solaire par le biais d’une méthode appelée "connectivité magnétique". Grâce aux propriétés de « gel » du plasma dans le champ magnétique, en première approximation la trajectoire du vent solaire peut être considérée comme étant identique à la spirale de Parker de sa ligne de champ magnétique associée. Cela permet par rétro-connectivité de remonter à la région émettrice du vent solaire. Néanmoins, très proche du Soleil (en dessous de {\displaystyle \sim }5 {\displaystyle r_{\odot }}), la spirale de Parker n'est plus valide, ce qui est dû à une complexité plus importante du champ magnétique solaire.